# Campamento Villegas
Campamento Villegas es una localidad rural argentina del departamento Gaiman, Provincia del Chubut. Se ubica en las coordenadas 43°27′30″S 66°08′14″O / -43.45833, -66.13722. Aquí se encontraba la Estación Campamento Villegas del Ferrocarril Central del Chubut.

## Toponimia

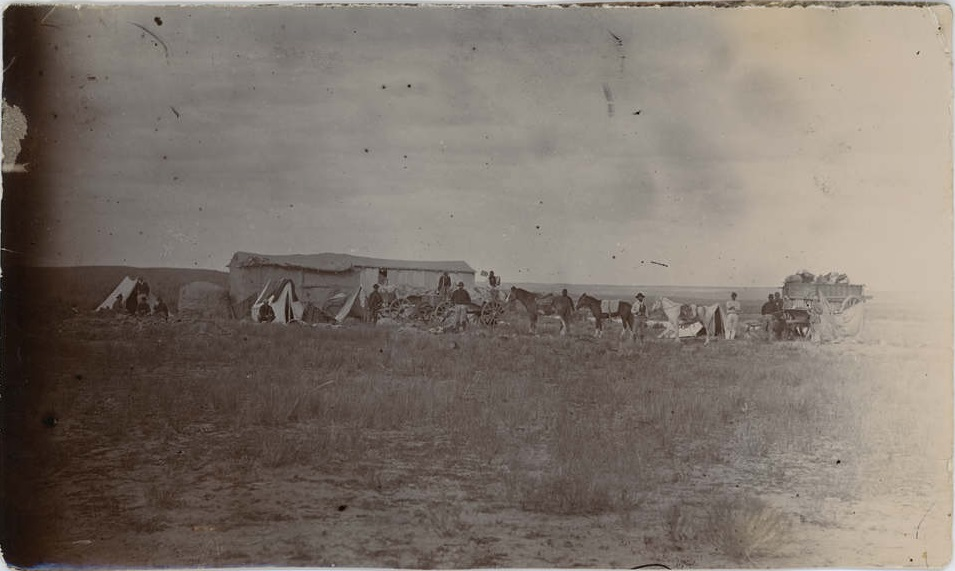
El campamento militar en 1888.

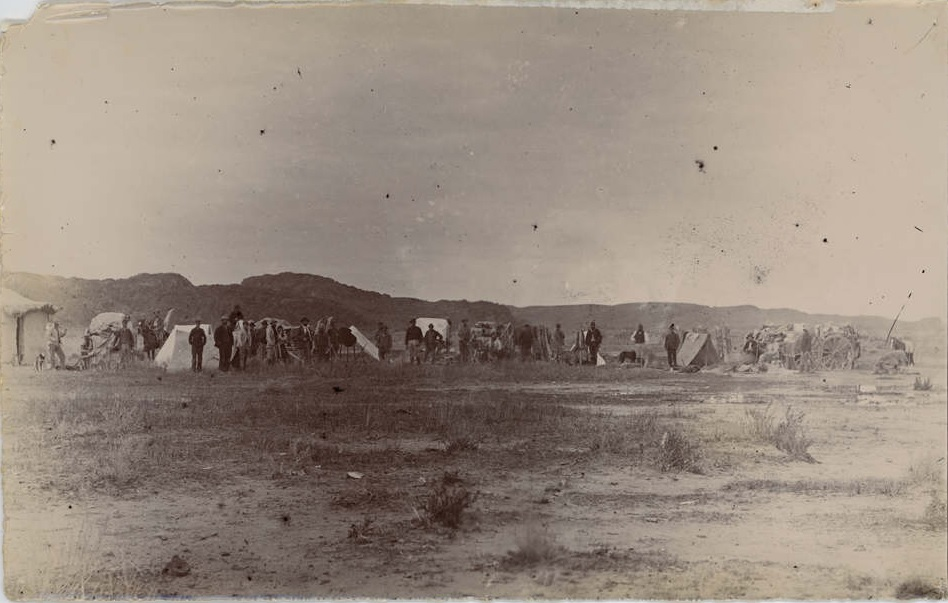
El campamento militar en 1890.

En los primeros años del ferrocarril se intentó denominar Kilómetro 145. Este nombre reapareció en los itinerarios de la línea hasta 1936.
El nombre de la estación y del paraje fue puesto en honor al general argentino-uruguayo Conrado Villegas (1841-1884, que intervino en la Guerra de la Triple Alianza y en la Conquista del Desierto), quien levantó un campamento y destacamento militar en este sitio.
El paraje se denominaba Corral Charmata.
En tanto, con los años, la localidad y su estación fueron llamadas Camp.Villegas por algunos itinerarios ferroviarios.Esto concuerda con la jerga ferroviaria que simplificaba los nombres. De este modo, fue posible una simplificación hacia Villegas como sucede en otras localidades cercanas que truncan de modo coloquial sus nombres compuestos en favor de uno de ellos como Caleta (Olivia), Comodoro (Rivadavia) o Deseado (Puerto).

## Historia
En 1883, el general Villegas, comandante de la 2.ª División del Ejército Argentino, instaló un fortín y un campamento de avanzada en el Rincón de Santa Cruz, como parte de la Conquista del Desierto. Allí se instaló el Regimiento de Caballería de Línea (frontera).
Este campamento comienza a formar parte de la ruta desde el valle inferior del Chubut hacia los Andes. Ese mismo año ocurrió un ataque indígena que fue rechazado por Eleodoro Damianovich y su escolta.
El objetivo del campamento era controlar la entrada al valle inferior del río Chubut para impedir el paso de los indígenas rebeldes y dar seguridad a los colonos galeses.
El campamento cambió varias veces de lugar, entre ellos, el valle Villegas, Boca de la Zanja y valle Alsina. Por lo general contó con un comisario, un sargento, un cabo y cuatro gendarmes.

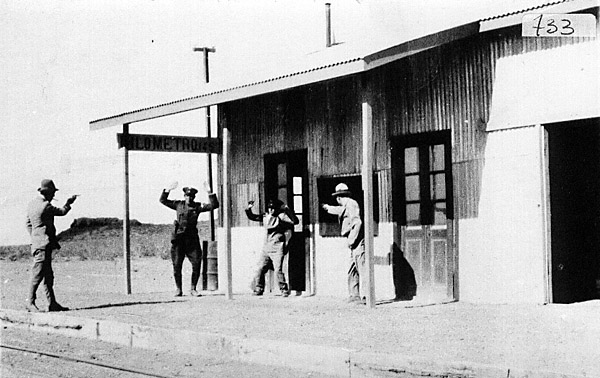
Empleados en la estación Kilómetro 145 (como se denominó originalmente) juegan a los ladrones y policías. (Hacia 1922-1925).

En los años veinte el ferrocarril llegó a la región como parte de la extensión a Las Plumas. En el lugar de la estación de trenes se estableció un pequeño poblado. Aun para 1950 la Gobernación Militar de Comodoro Rivadavia elaboró un informe de la situación e historia del ferrocarril. El documento confirma a esta localidad como una de las principales de todo el tendido ferroviario por población o movimientos cargueros.
El informe anterior pareció referirse más a una localidad rural casi deshabitada que tenía importantes por los movimientos cargueros que se generaban por el caolín. De este modo, los ferroviarios en el libro Los Ferroviarios que Perdimos el Tren relatan:

«Los trenes traían cargas de mineral desde Villegas. Allí solo había campo».
Ignacio Bernárdez

El libro afirma además porque nunca se pudo dar un poblamiento significativo de la zona::

«Boca de la Zanja era la última estación donde la máquina podía tomar agua. Luego no había donde tomar agua. Por eso, en ese lugar se enganchaban vagones cisternas con agua potable para todas las estaciones hasta Altos de las Plumas (....) En Alto de Las Plumas terminaba el viaje y la vía en medio del desierto. No había una gran ciudad, puertos ni nada que justificara que se hubiera tendido el riel hasta ese lugar. Era como si una mano invisible hubiese estaqueado el progreso en medio de la meseta patagónica (...)
Peter Seibt

## Geografía y producción
El Campamento Villegas está ubicado a 130 m s. n. m., en el curso inferior del río Chubut, en el valle Villegas (cerca de la Ruta Nacional 25).
Aquí, el ancho del valle comienza a crecer desde los 0,5 km hasta los 6 km, llegando a Boca Toma, que da inicio al valle inferior del río Chubut.
En los alrededores de extraía caolín y piedra caliza de las minas cercanas y se realizaban actividades ganaderas (precisamente ovina) en las estancias.

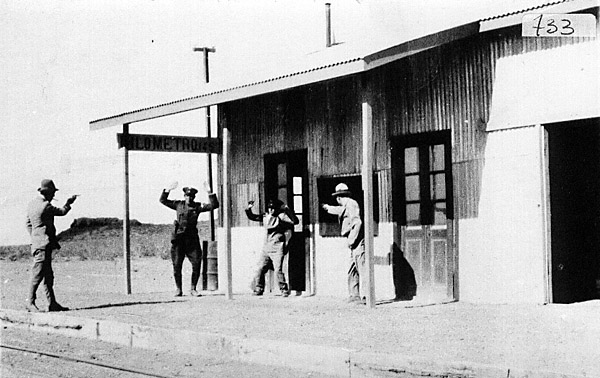
Empleados en la estación Kilómetro 145 entreteniéndose. Luego se renombró como Campamento Villegas